# Tipula (Microtipula) porrecta
Tipula (Microtipula) porrecta is een tweevleugelige uit de familie langpootmuggen (Tipulidae). De soort komt voor in het Neotropisch gebied.